# Innere Neustadt

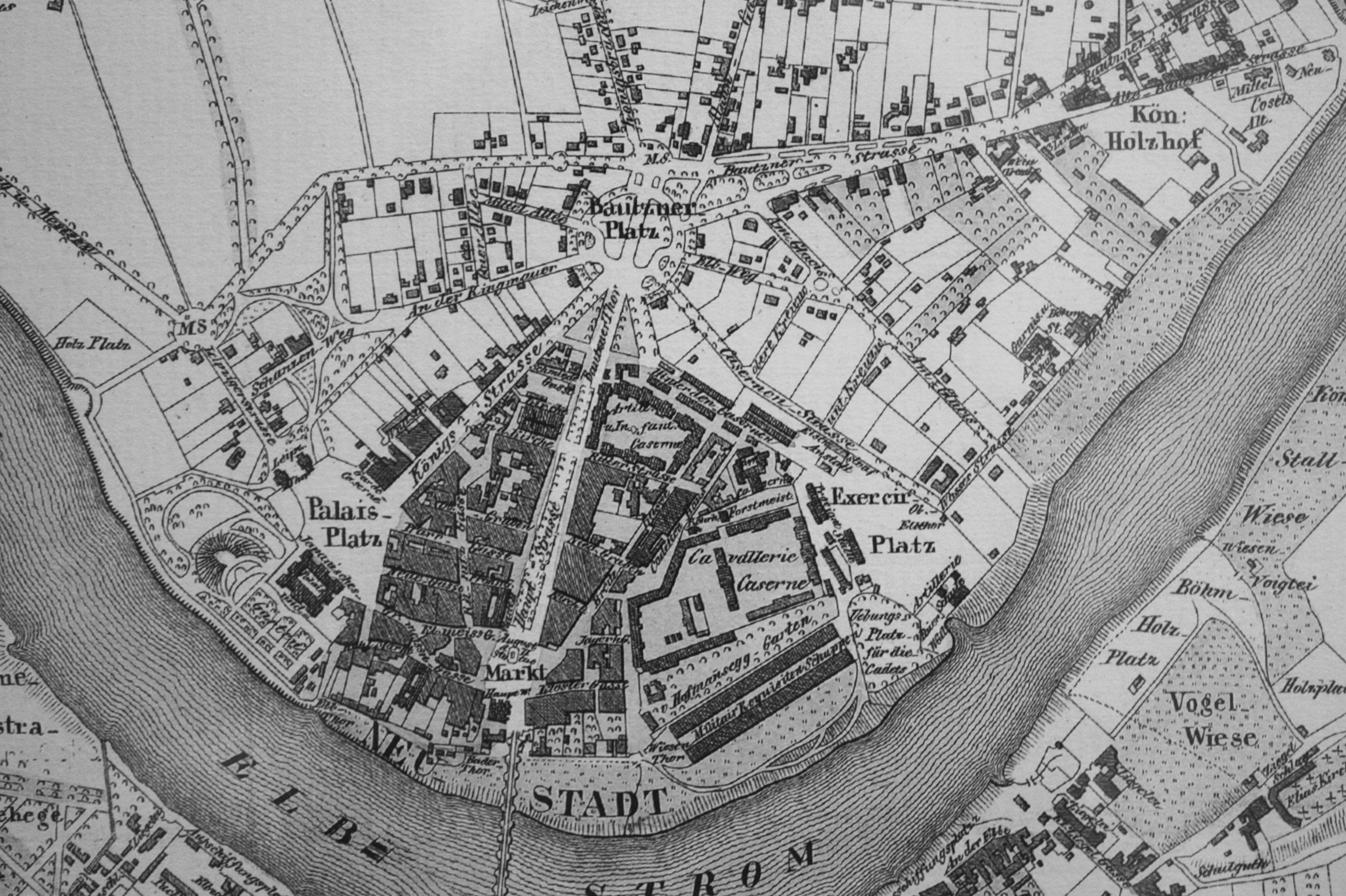
Karta över Innere Neustadt i Dresden 1837

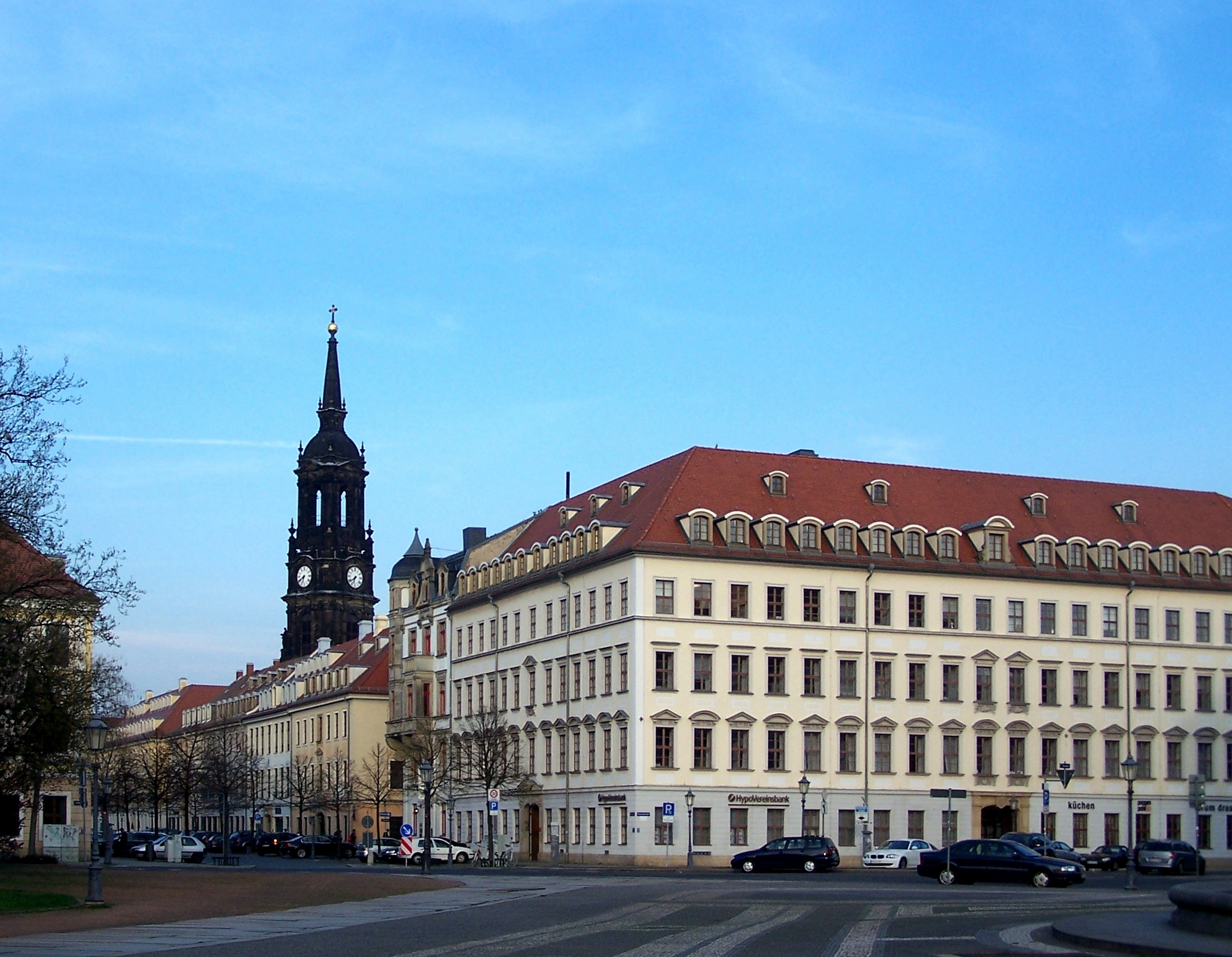
Palaisplatz och Dreikönigskirche

Innere Neustadt (på svenska: Den inre nystaden) är en stadsdel i Dresden inom det administrativa distriktet Neustadt. Namnet härleds av det äldre namnet “Neue Königliche Stadt” (den nya kungliga staden) som var namnet på den tidigare stadsdelen Altendresden som uppfördes efter en stadsbrand 1732. I kontrast till Äußere Neustadt (den yttre nystaden) låg Innere Neustadt innanför stadens befästningsverk och av denna anledning är stadsdelen också känd som det historiska Neustadt. Totalt bodde det 7 761 personer i stadsdelen 2020.

## Belägenhet
Innere Neustadt ligger i det administrativa distrikten Neustadt, norr om floden Elbe. Floden formar sig som en båge runt Innere Neustadt, och fyra broar korsar idag Elbe och binder samman stadsdelen med övriga stadsdelar på andra sidan, däribland Innere Altstadt. Av dessa broar är det endast Augustusbrücke som är historisk. Gatorna som leder till dessa broar korsar Innere Neustadt och går samman vid Albertplatz, i den norra änden av distriktet (ursprungligen kallad Bautzner Platz).

## Kulturella och arkitektoniska sevärdheter

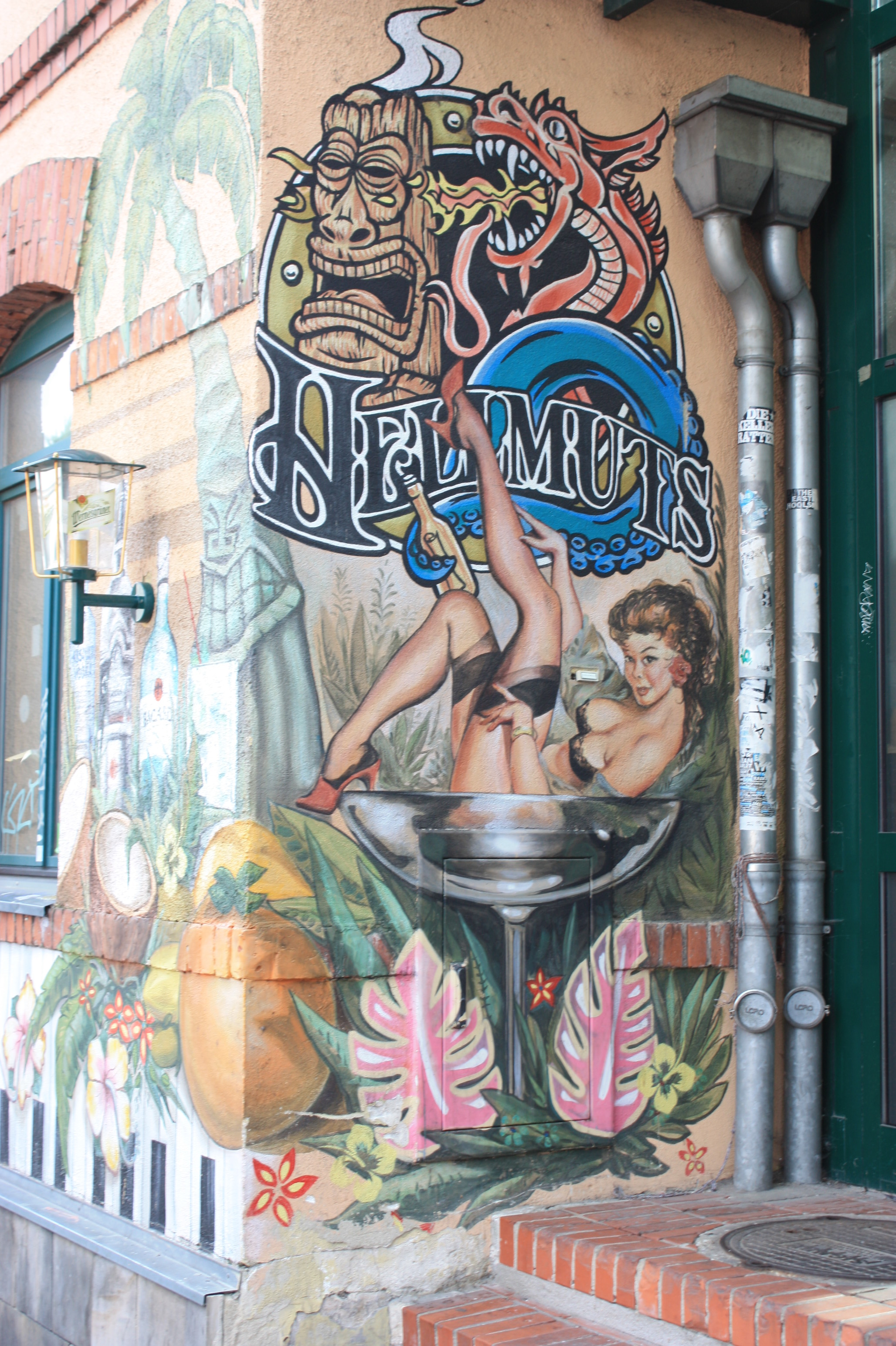
Street art i Innere Neustadt

Kulturellt (sedan Tysklands återförening 1989) har Neustadt varit förknippat med motkulturer och anti-auktoritära rörelser, vilket kan ses i och med den stora mängd gatukonst och graffiti som i hög grad karaktäriserar den lokala stadsbilden.
Flera av Dresden kulturella institutioner och museer ligger i Innere Neustadt, bland annat Erich Kästner Museum, Japanisches Palais och Dresden etnologiska museum. På Hauptstraße som går igenom stadsdelen ligger stadens fotbollsmuseum och Kügelgenhaus, Dresdens museum över romantik. Intill Rähnitzgasse ligger Kunsthaus Dresden, och bredvid ligger Societaetstheater, Dresdens äldsta teater. I Jägerhof-huset ligger museet över sachsisk folkkonst.
Större kulturella evenemang hålls dessutom i Innere Neustadt, bland annat stadens årliga festival och Filmnächte, där filmer visas vid strandkanten om sommaren. I Innere Neustadt ligger flera av stadens viktiga byggnader. Efter stadsbranden 1732 utfördes återuppbyggandet i barockstil. Hus byggda i barockstil kan således gå att se lite över allt, dock framför allt vid Königstraße. De historiskt betydande kvarteren av barockhus överlevde bombningen av Dresden och formar en av få delar av Dresden som inte ödelades i kriget. I Innere Neustadt ligger den lutherska Dreikönigskirche som förstörts och återuppbyggt ett flertal gånger, och som var plats för det sachsiska parlamentet mellan 1990 och 1993.
Den kända sevärdheten Goldener Reiter, en ryttarstaty över August den starke, ligger på Neustädter Markt vid Hauptstraßes sydliga slutpunkt.

## Andra världskriget

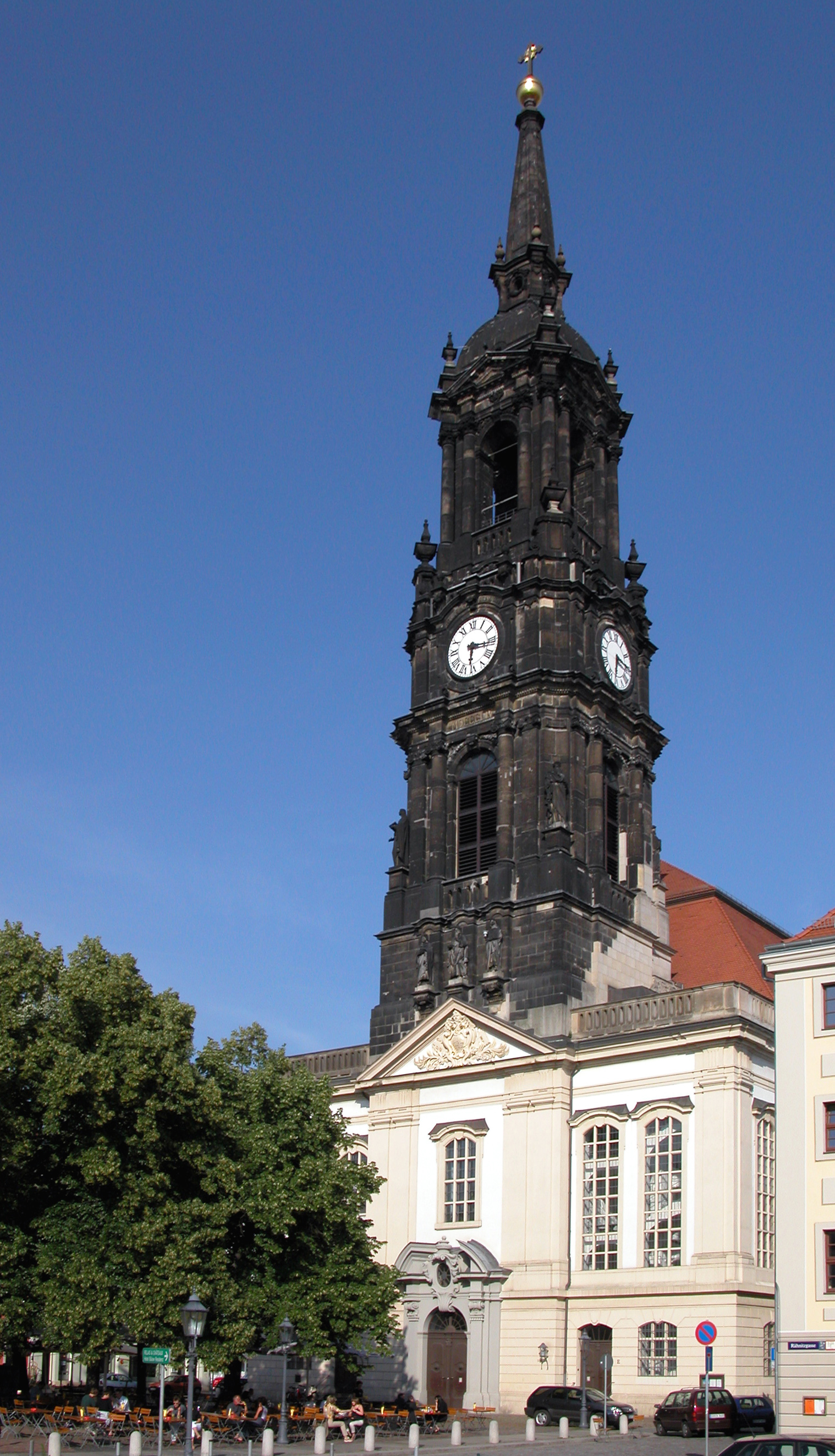
Dreikönigskirche

Bombningen av Dresden i februari 1945 som ödelade stora delar av Dresden var inte så omfattande i Innere Neustadt jämfört med Altstadt. Återuppbyggandet respekterade det ursprungliga gatunätverket, men byggdes upp i typisk 1960-talsstil, vilket inte reflekterade Dresdens historiska karaktär. I motsats till större delen av stadsdelen representerar Hauptstraße få spår av stadens historia, men de västliga delarna vid Königstraße överlevde kriget, och bibehåller än idag till största delen sin historiska karaktär.
Fram till och med 1945 låg Neustädter Rathaus vid Neustädter Markt, men efter dess ödeläggelse så återuppbyggdes inte byggnaden utan ett komplex av Plattenbau ersatte istället rådhuset. Initiativ har tagits att restaurera de förstörda kvarteren, men inget är beslutat. Sedan den 31 mars 2021 har dock området i och omkring Neustädter Markt varit under monumentskydd på grund av sin lokala historia, stadsutveckling, trädgårdshistoria och trädgårdskonst. Alltjämt har det beslutats om viss återbyggnad omkring torget, bland annat värdshuset Narrenhäusel.